# Камйонка (Новомейський повіт)
Камйонка (пол. Kamionka, нім. Kamionken) — село в Польщі, у гміні Кужентник Новомейського повіту Вармінсько-Мазурського воєводства.
Населення — 141 особа (2011).

## Демографія
Демографічна структура станом на 31 березня 2011 року:
|          | Загалом | Допрацездатний вік | Працездатний вік | Постпрацездатний вік |
| -------- | ------- | ------------------ | ---------------- | -------------------- |
| Чоловіки | 70      | 18                 | 49               | 3                    |
| Жінки    | 71      | 17                 | 41               | 13                   |
| Разом    | 141     | 35                 | 90               | 16                   |